# کلیسای مریم مقدس (نورک-ماراش)
کلیسای مریم مقدس (نورک-ماراش) (ارمنی: Սուրբ Աստվածածին եկեղեցի (Նորք-Մարաշ)؛ انگلیسی: St. Mary) یک کلیسا متعلق به کلیسای حواری ارمنی واقع در ناحیه نورک ماراش، شهر ایروان در کشور ارمنستان می‌باشد. ساخت و ساز این ساختمان در سده ۱۷ام میلادی؛ به پایان رسید. این بنا به سبک معماری ارمنی طراحی شده است.